# ヨハン・ルフィナッチャ
ヨハン・ルフィナッチャ（Johann Rufinatscha, 1812年10月1日 マルス – 1893年5月25日 ウィーン）はオーストリアの作曲家・音楽理論家・音楽教師。

## 略歴
オーストリア帝国領南チロル（現トレンティーノ＝アルト・アディジェ州）の出身。14歳でインスブルックに移り、ピアノとヴァイオリン、音楽理論をインスブルック音楽院で学ぶ。ウィーンに上京して一生その地に定住した。
生前はウィーンにおいてピアノや和声法の教師として高名であり、作曲よりも教育に生涯のほとんどを捧げた。ルフィナッチャはヨハネス・ブラームスを知っており、ブラームスがベートーヴェンの遺産に恥じない創作ができるようになるまで交響楽の発表を躊躇っていた時期に、交響曲を含むたくさんの作品を創り出した。同時代人から当時の主要な作曲家になると予見されていたにもかかわらず、それを実現させることはなく、そのため未だに作曲家としては割りに無名である。しかしながらウィーン音楽院の教師としては影響力を振るい、イグナーツ・ブリュルやユリウス・エプシュタインらを輩出した。
ルフィナッチャは、19世紀のチロル出身の作曲家のうちで最も重要な一人と看做されており、その作品はフランツ・シューベルトとアントン・ブルックナーを繋ぐものと言われる。亡くなる直前に自作の草稿をチロル地方の博物館に寄贈することに決めたため、今日までルフィナッチャの遺稿はそこに眠っている。ルフィナッチャの作品は、楽譜や音源として出回ったことは滅多にない。

## 作品
ルフィナッチャは6つの交響曲を完成させたようだが、そのうち《第3番》は完全に失われている。以下はルフィナッチャの既知の作品である。

### 管弦楽曲
- 交響曲 第1番 ニ長調 （1834年）
- 交響曲 第2番 変ホ長調 （1840年）
- 交響曲 第4番 ハ長調 （1846年） 4手用ピアノ版として3楽章のみが現存
- 交響曲 第5番 ロ短調 （1846年）
- 交響曲 第6番 ニ長調 （1865年頃）
- ピアノ協奏曲 （1850年）
- 演奏会用序曲《内なる闘争（Innerer Kampf）》（1834年）
- 序曲 ハ長調 （1842年）

### 室内楽曲
- 弦楽四重奏曲 変ホ長調 （1850年）
- 弦楽四重奏曲 ト長調 （1870年）
- ピアノ三重奏曲 変イ長調 （1868）第3楽章は《ピアノ協奏曲》第2楽章の改作か？
- ピアノ四重奏曲 ハ短調 （1836年）
- ピアノ四重奏曲 変イ長調 （1870年）外郭楽章は初期作品からの改作か？

### その他の器楽曲
- 4手のためのピアノ・ソナタ ニ短調 (1850年）
- ピアノ・ソナタ 第2番 ハ長調 作品7 (1855年）
- ピアノ・ソナタ ニ短調 作品18 (1880年）